# (4249) Křemže
(4249) Křemže es un asteroide perteneciente al cinturón de asteroides, descubierto el 29 de septiembre de 1984 por Antonín Mrkos desde el Observatorio Kleť, České Budějovice, República Checa.

## Designación y nombre
Designado provisionalmente como 1984 SC2 . Fue nombrado Křemže en homenaje a la ciudad Křemže ubicada en la  región checa de Bohemia Meridional cerca de las montañas Kleť.